# 蒂亚格拉贾
蒂亚格拉贾（羅馬化：Tyāgarāja；1767年-1847年），又译提耶迦罗阇，意译弃捨王者，是印度卡納提克音樂的作曲家，连同穆都娑婆弥和霞摩·舍娑帝利被誉为卡那提克音乐三大师。他创作的歌曲数以百计，大多歌颂印度教神罗摩，对印度音乐的发展影响深远。
蒂亚格拉贾最著名的五首曲（pancaratnam“五宝石”）每年在纪念他的活动（Tyāgarāja ārādhana）上演奏。